# Ципперер-штрасе (станція метро)
48°10′47″ пн. ш. 16°24′41″ сх. д. / 48.1796° пн. ш. 16.4114° сх. д.
«Ципперер-штрасе» — станція Віденського метрополітену, розміщена на лінії U3 між станціями «Газометер» і «Енк-плац». Відкрита 2 грудня 2000 року у складі дільниці «Ердберг» — «Зіммеринг».